# Santa María de Guía de Gran Canaria
Santa María de Guía de Gran Canaria település Spanyolországban, Las Palmas tartományban. Santa María de Guía de Gran Canaria Gáldar és Moya községekkel határos. Lakosainak száma 14 135 fő (2024).

## Népesség
A település népessége az elmúlt években az alábbi módon változott:
| Lakosok száma | 14 174 | 14 107 | 14 081 | 14 069 | 14 070 | 13 968 | 13 924 | 13 850 | 13 838 | 14 135 |
|               | 2001   | 2004   | 2007   | 2009   | 2012   | 2014   | 2017   | 2019   | 2022   | 2024   |